# Chondrodactylus pulitzerae
Espèce
Synonymes
- Pachydactylus bibronii pulitzerae Schmidt, 1933
- Pachydactylus pulitzerae Schmidt, 1933
- Pachydactylus laevigatus pulitzerae Schmidt, 1933

Chondrodactylus pulitzerae est une espèce de geckos de la famille des Gekkonidae.

## Répartition
Cette espèce se rencontre dans le sud de l'Angola et dans le nord de la Namibie.

## Publications originales
- Schmidt, 1933 : The reptiles of the Pulitzer Angola Expedition. Annals of the Carnegie Museum, vol. 22, no 1, p. 1-15.